# Анна Хітро
Анна Хітро (пол. Anna Chitro, нар. 25 липня 1956, Бялогард, ПНР) — польська акторка театру і кіно.

## Біографія
Анна Хітро народилася 25 липня 1956 року у Бялогарді. У 1980 році закінчила Краківську державну вищу театральну школу імені Людвіга Сольського. Після закінчення навчання почала працювати у театр. Також працює на телебаченні та бере участь у кінематографічних проєктах.

## Вибрана фільмографія
- Кайт (1982)
- Ян з дерева (2008)